# 구지
구지(중국어: 仇池)는 후한의 건안 년간, 저족의 양등솔(楊騰率)이 부족을 인솔하여 수립한 지방정권이었다.

## 전구지
삼국시대 양주의 마초, 한수, 양추와 현재의 감숙성 일대에 세력을 가졌던 저족왕 아귀회(阿貴匯)와 협력하여 조조에 대항하였다. 그러나 패전에 의해 일부 세력은 촉나라에 투항하고, 투항하지 않은 자는 조조에 의해 천수 일대로 이주되었다.
사마소가 위나라의 정국을 주도할 즈음, 저족의 양비룡(楊飛龍)은 정서장군(征西將軍)에 봉해졌고 부족을 인솔하여 고지 회복 운동을 개시하였다. 양비룡의 양자가 된 양무수(楊茂搜)는 296년 스스로 보국장군(輔國將軍), 우현왕(右賢王)을 자칭하고 부족에 의해 왕위에 올랐다. 건국 후 구지공을 칭하고 무도(武都), 음평(陰平)군을 통치하였다.
317년 구지는 후계 문제로 형제 간에 내분이 발생했다. 양무수의 장자 양난적(楊難敵)은 좌현왕(左賢王)으로 하변(下辨)을, 동생 양견두(楊堅頭)는 우현왕으로 하지(河池, 현재의 徽県)를 통치하였는데 둘은 극심하게 대립했다. 결국 형이 동생을 이기고 자리를 이었으나, 한때 농남(隴南)의 대부분을 통치하던 구지는 그 세가 점차 쇠하기 시작했다. 371년에 전진의 부견이 파견한 양안의 군대에 의해 멸망하였다.

## 후구지
전진이 멸망하면서 부견의 사위 양정(楊定)은 부족을 이끌고 농우에 돌아와 385년에는 용양장군 구지공을 자칭하며 자립하고 후구지 정권을 수립하였다. 양정은 389년에 천수(天水), 약양(略陽), 농성(隴城), 익성(翼城) 등을 점령하고 농서왕(隴西王)을 자칭했을 정도로 세력을 확대했다. 그러나 양정은 서진(西秦)의 걸복건귀와의 전투에서 패전하면서 살해당하고 만다. 양정의 사촌형인 양성(楊盛)이 그 자리를 물려받았다. 후구지는 한때 영역을 확대했을 정도로 국세가 융성했지만 443년 북위에 의해 멸망하고 만다.

## 씨족의 멸망
양무수의 후예들은 그 뒤에도 무도(武都), 무흥(武興), 음평(陰平) 등의 정권을 수립했으나 580년에 음평국왕(陰平國王) 양법침(楊法琛)이 북주의 익주총관을 역임하고 있던 왕겸(王謙)의 반양견 운동(反楊堅 運動)에 협력하면서 수 문제의 군세에 의한 멸망했다. 양무수의 후예들은 여러 곳으로 흩어지면서 구지는 역사서에서 사라졌다.

## 계보

### 전구지
1. 양무수(楊茂搜):296년 - 317년
2. 양난적(楊難敵):317년 - 334년
3. 양의(楊毅):334년 - 337년
4. 양초습(楊初襲):337년 - 355년
5. 양국(楊国):355년 - 356년
6. 양준(楊俊):356년 - 360년
7. 양세(楊世):360년 - 370년
8. 양통(楊統):370년 - 370년
9. 양찬(楊纂):370년 - 371년

### 후구지
1. 양정(楊定):385년 - 394년
2. 양성(楊盛):394년 - 425년
3. 양현(楊玄):425년 - 429년
4. 양보종(楊保宗):429년
5. 양난당(楊難当):429년 - 436년
6. 양문덕(楊文徳):436년 - 442년
7. 양보치(楊保熾):442년 - 443년

## 같이 보기
- 오호